# آرمدلو سفلی (اهر)
آرمدلو سفلی یکی از روستاهای استان آذربایجان شرقی است که در دهستان ورگهان بخش مرکزی شهرستان اهر واقع شده‌است.این روستا ۲۲ نفر جمعیت دارد.